# Girobicupola pentagonale
In geometria solida, la girobicupola pentagonale è un poliedro con 22 facce che può essere costruito, come intuibile dal suo nome, unendo due cupole pentagonali per la loro base decagonale e ruotando una delle due cupole di 36° rispetto all'altra.

## Caratteristiche
Una girobicupola pentagonale avente come facce solo poligoni regolari è uno dei 92 solidi di Johnson, in particolare quello indicato come J28, ossia un poliedro strettamente convesso avente come facce dei poligoni regolari ma comunque non appartenente alla famiglia dei poliedri uniformi.
Per quanto riguarda i suoi 20 vertici, su 10 di essi incidono una faccia pentagonale, due facce quadrate e una triangolare, mentre sugli altri 10 incidono due facce quadrate e due triangolari.

## Formule
Considerando una girobicupola pentagonale avente come facce dei poligoni regolari aventi lato di lunghezza {\displaystyle a}, le formule per il calcolo del volume {\displaystyle V} e della superficie {\displaystyle A} risultano essere:
{\displaystyle V={\frac {a^{3}}{3}}(5+4{\sqrt {5}})\approx 4,64809\ldots a^{3};}
{\displaystyle A=\left(10+{\sqrt {{\frac {5}{2}}\left(10+{\sqrt {5}}+{\sqrt {75+30{\sqrt {5}}}}\right)}}\right)a^{2}\approx 17,7711\ldots a^{2}.}